# Nati nel 1965/Novembre
| Questa pagina contiene informazioni ricavate automaticamente dalle voci biografiche con l'ausilio del template Bio e di un bot. L'aggiornamento è periodico e automatico e ricostruisce completamente la pagina. Se manca una persona in questa lista, sei pregato di non aggiungerla, ma accertati piuttosto che la sua voce biografica contenga il template Bio e che i dati anagrafici siano correttamente compilati. Se il template Bio manca, inseriscilo tu stesso o, in alternativa, metti l'avviso {{tmp\|Bio}} che ne segnala la mancanza. Se i dati riportati sono sbagliati, correggi direttamente la voce biografica; le modifiche saranno visibili in questa lista entro pochi giorni. Per chiarimenti vedi il progetto biografie. La lista contiene solo le 308 persone che sono citate nell'enciclopedia e per le quali è stato implementato correttamente il template Bio. Pagina aggiornata al 10 ago 2025. |

- 1º novembre - Christophe Clement, allevatore statunitense († 2025)
- 1º novembre - Zita Dazzi, giornalista e scrittrice italiana
- 1º novembre - Hallgeir Finbråten, ex calciatore norvegese
- 1º novembre - Silvio Gori, calciatore italiano († 2001)
- 1º novembre - Olaf Hampel, bobbista tedesco
- 1º novembre - Padmini Kolhapure, attrice indiana
- 1º novembre - Andrea Mei, musicista, compositore e produttore discografico italiano
- 1º novembre - Diego Giovanni Ravelli, arcivescovo cattolico italiano
- 2 novembre - Paweł Adamowicz, politico e avvocato polacco († 2019)
- 2 novembre - Salman bin Ibrahim Al Khalifa, dirigente sportivo bahreinita
- 2 novembre - J.T. Leroy, scrittrice statunitense
- 2 novembre - Shah Rukh Khan, attore, produttore cinematografico e personaggio televisivo indiano
- 2 novembre - Samuel Le Bihan, attore francese
- 2 novembre - Juan Manuel Lillo, allenatore di calcio spagnolo
- 2 novembre - Nataša Mićić, politica serba
- 3 novembre - Paolo Audino, cantautore e paroliere italiano
- 3 novembre - Bakir Beširević, ex calciatore bosniaco
- 3 novembre - John Feskens, allenatore di calcio e ex calciatore olandese
- 3 novembre - Michelle Fischbach, politica statunitense
- 3 novembre - Borislav Gidikov, ex sollevatore bulgaro
- 3 novembre - Johnny Harris, attore britannico
- 3 novembre - Gert Heerkes, allenatore di calcio e dirigente sportivo olandese
- 3 novembre - Stefania Limiti, giornalista e saggista italiana
- 3 novembre - Merab Ninidze, attore georgiano
- 3 novembre - Ann Scott, scrittrice francese
- 3 novembre - Alex Tobin, ex calciatore australiano
- 4 novembre - Luca Della Bianca, attore teatrale e scrittore italiano
- 4 novembre - Chen Lippin, ex cestista israeliano
- 4 novembre - Pata, musicista e compositore giapponese
- 4 novembre - Franco Properzi, allenatore di rugby a 15 e ex rugbista a 15 italiano
- 4 novembre - Jeff Scott Soto, cantante statunitense
- 4 novembre - Claudia Strobl, dirigente sportiva e ex sciatrice alpina austriaca
- 4 novembre - Kiersten Warren, attrice statunitense
- 4 novembre - Wayne Static, cantautore e polistrumentista statunitense († 2014)
- 5 novembre - Andrew Crosby, ex canottiere canadese
- 5 novembre - Bradley Fuller, produttore cinematografico statunitense
- 5 novembre - Atul Gawande, medico, chirurgo e giornalista statunitense
- 5 novembre - Paris Grey, cantante statunitense
- 5 novembre - Peter Kjær, ex calciatore danese
- 5 novembre - Kubrat di Bulgaria, principe bulgaro
- 5 novembre - Angelo Moore, cantante statunitense
- 5 novembre - Agnese Nano, attrice italiana
- 5 novembre - Andrea Poltronieri, sassofonista, polistrumentista e cantante italiano
- 5 novembre - Mauro Tabasso, compositore, arrangiatore e direttore d'orchestra italiano
- 5 novembre - Michael Tritscher, ex sciatore alpino austriaco
- 5 novembre - Joe Wallace, ex cestista statunitense
- 6 novembre - Lisa Azuelos, regista e sceneggiatrice francese
- 6 novembre - Claudio Cingoli, regista, produttore televisivo e conduttore televisivo italiano
- 6 novembre - Kate Clanchy, scrittrice e poetessa scozzese
- 6 novembre - Patrick Colleter, allenatore di calcio e ex calciatore francese
- 6 novembre - Maurizio De Rinaldis, aviatore italiano
- 6 novembre - Paolo Doni, ex calciatore italiano
- 6 novembre - Ilaria Fraioli, montatrice italiana
- 6 novembre - Matjaž Kopitar, allenatore di hockey su ghiaccio e ex hockeista su ghiaccio sloveno
- 6 novembre - Robert Oberrauch, ex hockeista su ghiaccio e dirigente sportivo italiano
- 6 novembre - Leonardo Pérez, ex cestista e allenatore di pallacanestro cubano
- 6 novembre - Pietro Ragusa, attore italiano
- 6 novembre - Song Tao, ex cestista cinese
- 6 novembre - Stefania Zanussi, ex cestista e dirigente sportiva italiana
- 7 novembre - Sérgio Benatti, ex giocatore di calcio a 5 e allenatore di calcio a 5 brasiliano
- 7 novembre - Mike Henry, doppiatore, scrittore e produttore cinematografico statunitense
- 7 novembre - Tomasz Merta, politico e storico polacco († 2010)
- 7 novembre - Steve Parkin, allenatore di calcio e ex calciatore inglese
- 7 novembre - Thibault Verny, arcivescovo cattolico francese
- 7 novembre - Sigrun Wodars, ex mezzofondista tedesca
- 7 novembre - Joseph Đỗ Quang Khang, vescovo cattolico vietnamita
- 8 novembre - Craig Chester, attore, sceneggiatore e regista statunitense
- 8 novembre - Lonnie Gordon, cantautrice statunitense
- 8 novembre - Mini Jakobsen, dirigente sportivo e ex calciatore norvegese
- 8 novembre - Gabriela Kiss, ex cestista rumena
- 8 novembre - Bart Latuheru, ex calciatore olandese
- 8 novembre - Tore Løvland, ex calciatore norvegese
- 8 novembre - Monica Susanna Mezzadri, pattinatrice artistica a rotelle italiana
- 8 novembre - Robert Morris, informatico, imprenditore e hacker statunitense
- 8 novembre - Patricia Poleo, giornalista venezuelana
- 8 novembre - Luca Vitalesta, schermidore italiano
- 9 novembre - Barbara Berengo Gardin, doppiatrice e direttrice del doppiaggio italiana
- 9 novembre - Karoline Eichhorn, attrice tedesca
- 9 novembre - Satoshi Kajino, ex calciatore giapponese
- 9 novembre - Ryan Murphy, regista, produttore televisivo e sceneggiatore statunitense
- 9 novembre - Jorge Rodríguez, politico e psichiatra venezuelano
- 9 novembre - Bryn Terfel, basso-baritono gallese
- 9 novembre - Beverly Williams, ex cestista statunitense
- 10 novembre - Maria Antezza, politica italiana
- 10 novembre - Luigi Roberto Cona, arcivescovo cattolico italiano
- 10 novembre - Jamie Dixon, ex cestista e allenatore di pallacanestro statunitense
- 10 novembre - Michaela Gerg, ex sciatrice alpina tedesca
- 10 novembre - Eddie Irvine, ex pilota automobilistico britannico
- 10 novembre - Patrick Jacquemet, allenatore di calcio e ex calciatore tahitiano
- 10 novembre - Mauro Mandolini, attore teatrale, regista teatrale e drammaturgo italiano
- 10 novembre - David Petrarca, regista, produttore televisivo e direttore artistico statunitense
- 10 novembre - Stefano Taglietti, compositore italiano
- 10 novembre - Mark Turner, sassofonista statunitense
- 11 novembre - Raffaele Amato, mafioso italiano
- 11 novembre - Massimiliano De Toma, politico italiano
- 11 novembre - Kåre Ingebrigtsen, dirigente sportivo, allenatore di calcio e ex calciatore norvegese
- 11 novembre - Emilia Mazer, attrice argentina
- 11 novembre - Max Mutchnick, sceneggiatore e produttore televisivo statunitense
- 11 novembre - Andreja Pukšić, ex cestista jugoslava
- 11 novembre - Stefan Schwarzmann, batterista tedesco
- 11 novembre - Kim Stockwood, cantante canadese
- 11 novembre - Barry Sumpter, ex cestista statunitense
- 11 novembre - Isidro Villanova, ex calciatore spagnolo
- 12 novembre - Tacita Dean, artista britannica
- 12 novembre - Cheikh Bamba Dièye, politico senegalese
- 12 novembre - Lex Lang, doppiatore e direttore del doppiaggio statunitense
- 12 novembre - Renatus Leonard Nkwande, arcivescovo cattolico tanzaniano
- 12 novembre - Nick Schenk, sceneggiatore statunitense
- 12 novembre - Federico Varese, criminologo italiano
- 13 novembre - Guillermo Eleazar, poliziotto e prefetto filippino
- 13 novembre - Kevin Gamble, ex cestista e allenatore di pallacanestro statunitense
- 13 novembre - Mauro Eugenio Giuliani, ingegnere italiano
- 13 novembre - Goran Hunjak, ex calciatore e ex giocatore di calcio a 5 jugoslavo
- 13 novembre - Oliver Kreuzer, ex calciatore tedesco
- 13 novembre - Kurt Marshall, modello e attore statunitense († 1988)
- 13 novembre - Željko Petrović, allenatore di calcio e ex calciatore montenegrino
- 13 novembre - Miroslav Soukup, allenatore di calcio e ex calciatore ceco
- 13 novembre - Daniel Zirilli, regista e produttore cinematografico statunitense († 2024)
- 13 novembre - José de la Torre, allenatore di calcio e ex calciatore messicano
- 14 novembre - Federico Biscione, compositore italiano
- 14 novembre - Tina Cipollari, personaggio televisivo e opinionista italiana
- 14 novembre - Alex Dyer, allenatore di calcio e ex calciatore britannico
- 14 novembre - Laura Kraut, cavallerizza statunitense
- 14 novembre - Olivier Merle, ex rugbista a 15 e imprenditore francese
- 14 novembre - La Parka, wrestler messicano
- 14 novembre - Carlos Miguel Prieto, direttore d'orchestra e direttore artistico messicano
- 14 novembre - Dario Rosciglione, contrabbassista italiano
- 14 novembre - László Rózsa, ex calciatore e ex giocatore di calcio a 5 ungherese
- 14 novembre - Stuart Staples, musicista, compositore e cantante britannico
- 14 novembre - Sarah Stockbridge, attrice e ex modella britannica
- 14 novembre - Ariane de Rothschild, imprenditrice e banchiera francese
- 15 novembre - Naceur Bedoui, ex calciatore tunisino
- 15 novembre - Roman Bezsmertnyj, politico e diplomatico ucraino
- 15 novembre - Nigel Bond, giocatore di snooker inglese
- 15 novembre - Veronica Cochelea, ex canottiera rumena
- 15 novembre - Brian Fortune, attore irlandese
- 15 novembre - Il'gar Mamedov, ex schermidore russo
- 15 novembre - Hidenori Matsubara, character designer e animatore giapponese
- 15 novembre - Robert Pecl, ex calciatore austriaco
- 15 novembre - Stefan Pfeiffer, ex nuotatore tedesco
- 15 novembre - Fabrizio Piccareta, allenatore di calcio e ex calciatore italiano
- 15 novembre - Yoon Kang-mi, illustratrice sudcoreana
- 15 novembre - Philippe de Chauveron, regista e sceneggiatore francese
- 16 novembre - Mika Aaltonen, ex calciatore finlandese
- 16 novembre - Marino Alonso, ex ciclista su strada spagnolo
- 16 novembre - Paulus Budi Kleden, arcivescovo cattolico indonesiano
- 16 novembre - Peter Gvozdják, compositore di scacchi slovacco
- 16 novembre - Hjalmar Hoekema, ex giocatore di calcio a 5 olandese
- 16 novembre - Dave Kushner, chitarrista statunitense
- 16 novembre - Pauline Lan, attrice, cantante e conduttrice televisiva taiwanese
- 16 novembre - Lars Moldestad, dirigente sportivo e ex calciatore norvegese
- 16 novembre - Morby, cantante italiano
- 16 novembre - Katarina Nyberg, giocatrice di curling svedese
- 16 novembre - Nelson Rodríguez, ex ciclista su strada colombiano
- 16 novembre - Isaac Zida, generale e politico burkinabé
- 16 novembre - Boubaker Zitouni, ex calciatore tunisino
- 17 novembre - Pam Bondi, avvocata e politica statunitense
- 17 novembre - Enzo Brichese, ex astista italiano
- 17 novembre - Grant Connell, ex tennista canadese
- 17 novembre - Pascal Despeyroux, allenatore di calcio e ex calciatore francese
- 17 novembre - Winthrop Graham, ex ostacolista e velocista giamaicano
- 17 novembre - Salvatore Vassallo, politologo e politico italiano
- 17 novembre - Salvator Xuereb, attore statunitense
- 18 novembre - Alfonso Bertozzi, ex calciatore italiano
- 18 novembre - Michael Crummey, scrittore e poeta canadese
- 18 novembre - Mike Ford, allenatore di rugby a 15 inglese
- 18 novembre - Simone Mori, doppiatore, direttore del doppiaggio e dialoghista italiano
- 18 novembre - Danilo Rossi, violista italiano
- 18 novembre - Jacek Ziober, ex calciatore polacco
- 19 novembre - Gary Ablett, calciatore e allenatore di calcio inglese († 2012)
- 19 novembre - Laurent Blanc, allenatore di calcio e ex calciatore francese
- 19 novembre - Nelson Carmichael, ex sciatore freestyle statunitense
- 19 novembre - Douglas Henshall, attore britannico
- 19 novembre - Peter Kember, polistrumentista, cantautore e compositore britannico
- 19 novembre - Nílson Esídio Mora, ex calciatore brasiliano
- 19 novembre - Jason Pierce, polistrumentista, cantautore e compositore britannico
- 19 novembre - Paul Weitz, regista, sceneggiatore e produttore cinematografico statunitense
- 20 novembre - John Burra, ex maratoneta tanzaniano
- 20 novembre - Michael Diamond, rapper e produttore discografico statunitense
- 20 novembre - Goran Eklić, ex calciatore e ex giocatore di calcio a 5 croato
- 20 novembre - Sandro Facchin, giocatore di curling italiano
- 20 novembre - Nigel Gibbs, allenatore di calcio e ex calciatore inglese
- 20 novembre - Yoshiki Hayashi, musicista, compositore e polistrumentista giapponese
- 20 novembre - Takeshi Kusao, doppiatore giapponese
- 20 novembre - Frédéric Mlynarczyk, copilota di rally e insegnante francese
- 20 novembre - Ottavio Panaro, fumettista italiano
- 20 novembre - Sen Dog, rapper e produttore discografico cubano
- 20 novembre - Elisabetta Ripa, dirigente d'azienda italiana
- 20 novembre - Jimmy Vasser, pilota automobilistico statunitense
- 20 novembre - Ol'ga Veličko, ex schermitrice sovietica
- 20 novembre - Enrique Villalobos, ex cestista spagnolo
- 20 novembre - Jürgen Zech, ex calciatore liechtensteinese
- 21 novembre - Björk, cantautrice, compositrice e produttrice discografica islandese
- 21 novembre - Graziana Borciani, attrice e cantante italiana
- 21 novembre - Jacky Godoffe, arrampicatore francese
- 21 novembre - Katharina Greschat, teologa tedesca
- 21 novembre - Reggie Lewis, cestista statunitense († 1993)
- 21 novembre - Shlomo Molla, politico etiope
- 21 novembre - Serge Pelletier, allenatore di hockey su ghiaccio e dirigente sportivo canadese
- 21 novembre - Veronika Preining, sciatrice austriaca
- 21 novembre - Ira Sachs, regista, sceneggiatore e produttore cinematografico statunitense
- 21 novembre - Alexander Siddig, attore britannico
- 21 novembre - Yuriko Yamaguchi, doppiatrice giapponese
- 22 novembre - Daniel Ahmed, allenatore di calcio e ex calciatore argentino
- 22 novembre - Eric Allen, ex giocatore di football americano statunitense
- 22 novembre - Kristara Barrington, ex attrice pornografica statunitense
- 22 novembre - Beppe Braida, comico, cabarettista e conduttore televisivo italiano
- 22 novembre - Chiquinho Conde, allenatore di calcio e ex calciatore mozambicano
- 22 novembre - Andrėj Chlebasolaŭ, allenatore di calcio e ex calciatore bielorusso
- 22 novembre - Bruce Dinsmore, attore e doppiatore canadese
- 22 novembre - Sam Fell, regista e sceneggiatore britannico
- 22 novembre - Vincent Guérin, allenatore di calcio e ex calciatore francese
- 22 novembre - Kristoffer Helgerud, ex arbitro di calcio norvegese
- 22 novembre - Futaba Kioka, ex calciatrice giapponese
- 22 novembre - Jasmine Laurenti, doppiatrice italiana
- 22 novembre - Mads Mikkelsen, attore danese
- 22 novembre - Kristin Minter, attrice statunitense
- 22 novembre - Wendy Moten, cantante statunitense
- 22 novembre - Ronny Munroe, cantante statunitense
- 22 novembre - Peter Safran, produttore cinematografico e dirigente d'azienda britannico
- 23 novembre - Neil Adams, ex calciatore e allenatore di calcio inglese
- 23 novembre - Marcel Beyer, scrittore, poeta e traduttore tedesco
- 23 novembre - Don Frye, artista marziale misto, wrestler e attore statunitense
- 23 novembre - Rodion Gataullin, ex astista russo
- 23 novembre - Jennifer Michael Hecht, saggista, poetessa e giornalista statunitense
- 23 novembre - Christopher Jarzynski, fisico statunitense
- 23 novembre - Francisco Carlos Novaes, ex giocatore di calcio a 5 brasiliano
- 23 novembre - Rodrigo Prieto, direttore della fotografia messicano
- 23 novembre - Sergio Vázquez, ex calciatore argentino
- 23 novembre - Franz Wiegele, ex saltatore con gli sci austriaco
- 24 novembre - Rui Barros, allenatore di calcio e ex calciatore portoghese
- 24 novembre - Tom Boyd, ex calciatore scozzese
- 24 novembre - Darren Bradley, ex calciatore inglese
- 24 novembre - Paul Hand, ex hockeista su ghiaccio britannico
- 24 novembre - Shirley Henderson, attrice britannica
- 24 novembre - Angelika Kirchschlager, mezzosoprano austriaca
- 24 novembre - Goddy Leye, artista camerunese († 2011)
- 24 novembre - Alfonso Prat-Gay, economista e politico argentino
- 24 novembre - Guido Saracco, ingegnere italiano
- 24 novembre - Gary Voce, ex cestista giamaicano
- 25 novembre - Alex Angi, artista francese
- 25 novembre - Julie Ashton-Lucy, arbitro di hockey su prato australiana
- 25 novembre - Orlando Canizales, pugile statunitense
- 25 novembre - Cris Carter, ex giocatore di football americano statunitense
- 25 novembre - Carolina Darias, politica spagnola
- 25 novembre - Moritz Eggert, compositore e pianista tedesco
- 25 novembre - David Kelly, allenatore di calcio e ex calciatore irlandese
- 25 novembre - Angelica Morrone di Silvestri, fondista dominicense
- 25 novembre - Jandy Nelson, scrittrice statunitense
- 25 novembre - Wilson Omwoyo, ex maratoneta e ex mezzofondista keniota
- 25 novembre - Dougray Scott, attore britannico
- 26 novembre - Scott Adsit, attore, comico e scrittore statunitense
- 26 novembre - Bernard Allison, chitarrista statunitense
- 26 novembre - Emilio Del Bono, politico italiano
- 26 novembre - Gregorio Fonseca, ex calciatore spagnolo
- 26 novembre - Barbara Garlaschelli, scrittrice e blogger italiana
- 26 novembre - Peter Konyegwachie, ex pugile nigeriano
- 26 novembre - Ole Møller Nielsen, ex calciatore e ex giocatore di calcio a 5 danese
- 26 novembre - Thomas Schroll, ex bobbista austriaco
- 26 novembre - Tomaso Totolo, allenatore di pallavolo italiano
- 26 novembre - Des Walker, ex calciatore inglese
- 27 novembre - Paolo Canedi, ex bobbista italiano
- 27 novembre - Rachida Dati, politica francese
- 27 novembre - Kathleen Heddle, canottiera canadese († 2021)
- 27 novembre - Anvar Ibragimov, schermidore sovietico († 2023)
- 27 novembre - Al'bert Kuvezin, cantante e chitarrista russo
- 27 novembre - Sammie Moreels, ex ciclista su strada belga
- 27 novembre - Raffaella Reggi, ex tennista, allenatrice di tennis e telecronista sportiva italiana
- 27 novembre - Scott Sellars, allenatore di calcio e ex calciatore inglese
- 27 novembre - Geir Sperre, ex calciatore norvegese
- 27 novembre - Jacky Terrasson, pianista francese
- 28 novembre - Peter Beagrie, ex calciatore inglese
- 28 novembre - Guillaume Dustan, magistrato, scrittore e giornalista francese († 2005)
- 28 novembre - José Echenique, ex cestista venezuelano
- 28 novembre - Gabriele Finaldi, storico dell'arte e museologo britannico
- 28 novembre - Jürgen Fuchs, pilota motociclistico tedesco
- 28 novembre - Kiril Georgiev, scacchista macedone
- 28 novembre - Anastasia Hille, attrice britannica
- 28 novembre - Octavio Mora, allenatore di calcio e ex calciatore messicano
- 28 novembre - Erwin Mortier, scrittore belga
- 29 novembre - Daniele Alberti, pianista italiano
- 29 novembre - Mike Barker, regista britannico
- 29 novembre - Kellie Casey, ex sciatrice alpina canadese
- 29 novembre - Ursula Cavalcanti, attrice pornografica italiana († 2005)
- 29 novembre - Lauren Child, scrittrice e illustratrice britannica
- 29 novembre - Silvio Ciappi, criminologo e scrittore italiano
- 29 novembre - Mykel Hawke, personaggio televisivo statunitense
- 29 novembre - Drahomír Kadlec, ex hockeista su ghiaccio ceco
- 29 novembre - Bojana Milošević, cestista jugoslava († 2020)
- 29 novembre - Yutaka Ozaki, musicista giapponese († 1992)
- 29 novembre - Francesco Persiani, politico e avvocato italiano
- 29 novembre - Peter Spears, attore e produttore cinematografico statunitense
- 29 novembre - Manfred Trenz, autore di videogiochi tedesco
- 29 novembre - Jeffrey Joseph Walsh, vescovo cattolico statunitense
- 30 novembre - Aldair, dirigente sportivo e ex calciatore brasiliano
- 30 novembre - Gianmarco Busca, vescovo cattolico italiano
- 30 novembre - Guido Castelli, politico italiano
- 30 novembre - Fumihito, principe Akishino, principe giapponese
- 30 novembre - Nina Jacobson, produttrice cinematografica statunitense
- 30 novembre - Kevin Poulsen, giornalista e hacker statunitense
- 30 novembre - Steven Quale, regista, sceneggiatore e montatore statunitense
- 30 novembre - Ben Stiller, attore, comico e regista statunitense
- 30 novembre - Anthony Taylor, ex cestista statunitense
- 30 novembre - Andrew Tiernan, attore britannico
- 30 novembre - Megumi Urawa, doppiatrice giapponese
- 30 novembre - Stephanie Venditto, attrice statunitense
- 30 novembre - Georgina Wheatcroft, giocatrice di curling canadese
- 30 novembre - Antonio Zappi, ex arbitro di calcio italiano